# Los muelles de Nueva York
Los muelles de Nueva York (en inglés: The Docks of New York) es una película muda de drama estadounidense de 1928 dirigida por Josef von Sternberg y protagonizada por George Bancroft, Betty Compson y Olga Baklánova. La película fue adaptada por Jules Furthman de la historia The Dock Walloper de John Monk Saunders.

## Sinopsis
Un vapor estadounidense atraca en el puerto de Nueva York en algún año de inicios del siglo XX, antes de la ley seca. En las entrañas del barco, los carboneros están apagando los hornos y anticipando una noche de permiso en tierra. El intimidante tercer ingeniero, Andy (Mitchell Lewis), advierte a la exhausta tripulación que serán castigados si regresan borrachos cuando el barco zarpe a la mañana siguiente. En tierra, Andy entra en The Sandbar, un salón de baile, buscando una cerveza y compañía femenina. Tiene un encuentro inesperado con su exesposa, Lou (Olga Baklánova). Durante su ausencia de tres años, ella se ha convertido en una habitué del salón, donde disfruta libremente de la compañía masculina.
El fanfarrón fogonero Bill Roberts (George Bancroft) rescata a una prostituta que se está ahogando, llamada Mae (Betty Compson), que había intentado suicidarse. Bill, ignorando las advertencias de su amigo "Sugar" Steve (Clyde Cook), lleva impasible a la mujer semiconsciente a una habitación sobre The Sandbar, indiferente a las protestas de la esposa del propietario, la señora Crimp (May Foster). Lou intercede para brindar primeros auxilios y revive a Mae. Bill la invita a tomar una bebida en el bar, consiente de su belleza, a lo cual ella acepta.
Mientras toman y hablan de sus fantasías sexuales, Andy intenta separar a la pareja, sin éxito, mientras Lou mira con recelo. Posteriormente, para ganarse los favores de Mae por la noche, Bill consiente en casarse con ella en el acto, y Mae lo acepta con nostalgia. El misionero local "Hymn Book" Harry (Gustav von Seyffertitz) es convocado y los une en casamiento, mientras Lou le entrega su propio anillo de bodas a Mae, para luego celebrar con los clientes del bar y retirarse a pasar la noche juntos. A la mañana siguiente, Bill se escapa silenciosamente de la suite de luna de miel del albergue sin decir una palabra a Mae. Andy, observando que el fogonero está abandonando a su "esposa", va a la habitación de Mae, donde acaba de descubrir la deserción de Bill. Andy intenta violarla, pero Lou llega y le dispara. La policía sospecha de Mae como autora del asesinato, pero Lou confiesa y es arrestado.
Influenciado por "Sugar" Steve, Bill se despide de Mae, quien, llevada a la distracción por su perfidia, lo saca enojada de su habitación. A bordo del vapor, Bill tiene una epifanía. Sube de los hornos subterráneos a la cubierta soleada, salta por la borda y nada hasta la orilla. Allí pregunta por el paradero de Mae y descubre que está bajo custodia en el juzgado de guardia, acusada de robar la ropa que le había entregado. Momentos después de que el juez la condena a prisión, Bill se presenta y confiesa el crimen, exonerando a Mae. Él se compromete a reunirse con Mae después de que cumpla su condena de 60 días, y ella acepta esperarlo.

## Reparto
| Acreditado - George Bancroft como Bill Roberts; - Betty Compson como Mae; - Olga Baklánova como Lou (esposa de Andy); - Clyde Cook como "Sugar" Steve (amigo de Bill); - Mitchell Lewis como Andy (el tercer ingeniero); - Gustav von Seyffertitz como "Hymn Book" Harry. | Sin acreditar - Richard Alexander como el amor de Lou; - May Foster como la señora Crimp; - George Irving como el juez de la corte nocturna; - John Kelly como el marinero Barfly; - Charles McMurphy como el policía; - Guy Oliver como Crimp; - Bob Reeves como el alguacil de la corte; - Lillian Worth como la chica de Steve. |

## Producción
El 5 de mayo de 1928, Paramount Pictures anunció que su próxima película sería Los muelles de Nueva York; con la dirección de Josef von Sternberg y con la inclusión de George Bancroft para protagonizar un guion adaptado de The Dock Walloper de Monk Saunders proporcionado por Jules Furthman. Antes de la producción, von Sternberg y Furthman fueron a Nueva York para realizar una investigación para la película.
Siendo un trabajo altamente colaborativo, Los muelles de Nueva York se benefició del guion de Jules Furthman, de modo que «la visión del director [...] no se puede distinguir fácilmente de los escenarios de Furthman». Los guiones para las películas más famosas de Sternberg, como Marruecos (1930), El expreso de Shanghai (1932) y La Venus rubia (1932) fueron proporcionados por Furthmann. Sternberg también se benefició de la cinematografía de Harold Rosson, quien se inspiró en las «ideas frescas e innovadoras» del director. Rosson sería contratado por los estudios MGM y ganaría el Oscar a la cinematografía por El mago de Oz. El director de arte Hans Dreier, exmiembro de la UFA de Alemania, creó el escenario evocador para el salón Sandbar con su atmósfera subjetiva y poco moderada del paseo marítimo de Sternberg en Nueva York. Posteriormente, Dreier supervisaría el diseño de producción del estudio durante décadas como jefe del departamento de arte de Paramount.
La producción de la película comenzó el 25 de junio, y la fotografía principal el 10 de julio de 1928. La producción se rodó en su totalidad en los estudios Paramount, donde se crearon decorados que se asemejaban al paseo marítimo de la ciudad de Nueva York.
La Motion Picture Producers and Distributors of America, formados por la industria cinematográfica en 1922, regulaba el contenido de las películas mediante una lista de temas que debían evitarse. Si bien Betty Compson interpretó a una prostituta en Los muelles de Nueva York, esto era aceptable, ya que la prostitución no estaba prohibida explícitamente siempre que no fuera forzada (es decir, la esclavitud blanca) y los aspectos de su trabajo no se mostraran directamente en la película. La ceremonia de la boda celebrada en el bar hace que las actividades posteriores de la película sean ambiguas.

## Estreno

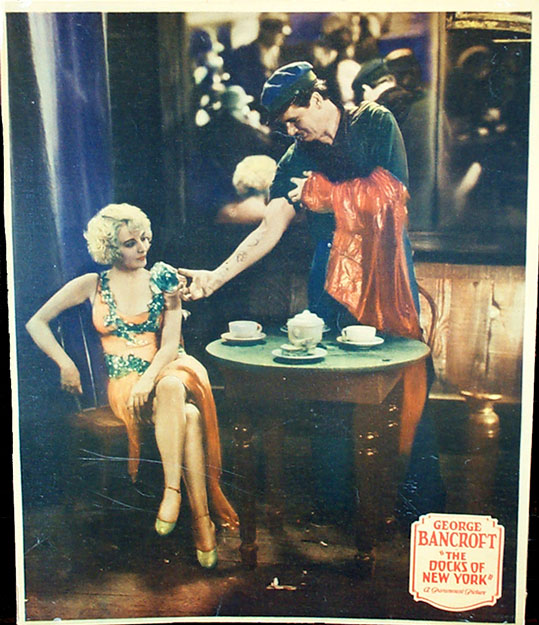
Tarjeta del vestíbulo de Los muelles de Nueva York.

La película se estrenó en la ciudad de Nueva York el 16 de septiembre de 1928 en el Paramount Theatre y luego, el 29 de septiembre, en otras partes del país. La película ganó $88 000 mil en su primera semana de estreno en el Paramount Theatre, rompiendo un récord previamente establecido por la película La ley del hampa de von Sternberg de 1927.

## Recepción
Variety llamó a la película «una imagen de programa de encorchado» y dice que la película pierde la grandeza por un «bigote». También elogiaron la actuación de Bancroft, la dirección de von Sternberg, la cinematografía de Harold Rosson y los intertítulos de Julian Johnson.
El crítico de cine John Baxter observó que «Los muelles de Nueva York [...] es hoy en día la más popular de las películas mudas de Sternberg, aunque le fue mal en taquilla en su estreno».
Los muelles de Nueva York fue una de las últimas películas de la era muda. La vista preliminar por la prensa de la ciudad de Nueva York durante la misma semana que vio la fanfarria de apertura de The Singing Fool de Al Jolson, la película de Sternberg fue «completamente pasada por alto en el clamor» que acompañó el advenimiento de las películas sonoras. El crítico de cine Andrew Sarris lamentó que la película de Sternberg «desapareciera rápidamente en un olvido inmerecido [...] confirmando la observación de Chaplin de que las películas mudas aprendieron su oficio casi en el momento en que cerraron».
El curador de películas del Museo de Arte Moderno, Charles Silver, calificó a Los muelles de Nueva York como «probablemente la última película muda genuinamente genial hecha en Hollywood [que rivaliza] con las obras maestras de Chaplin de la década de 1930». Con respecto a la obra de Sternberg, Los muelles de Nueva York fue «la primera en la que se realizó plenamente en su prodigioso genio pictórico». Una «película engañosamente simple» y «emocionalmente conmovedora», Sternberg combinó espectáculo y emoción, donde «sus personajes ganan en claridad lo que pierden en complejidad».
La película tiene actualmente una puntuación del 100% en el sitio de revisión Rotten Tomatoes. Los muelles de Nueva York se añadió a la colección Criterion en 2010 como parte de la serie "Tres clásicos silenciosos de Josef von Sternberg", e ingresó en la obra de referencia cinematográfica 1001 películas que hay que ver antes de morir.

## Interpretación
A pesar de la espeluznante puesta en escena que proporciona el lienzo para la imaginación de Sternberg, la película no es ni «un thriller policial ni un hardboiled duro [...] Los muelles de Nueva York es una historia de amor elegante y elegíaca [y] la más emotiva» de la carrera de Sternberg.
Un melodrama estándar con una trama «engañosamente simple», Sternberg no se detiene en las condiciones sociales de las figuras de la clase trabajadora; él «no está preocupado por la conciencia de clase de los personajes». En lugar de esforzarse por ser realista, la fotografía de Sternberg sirvió para «dar sentimientos de experiencia visual más que de hechos». Mediante la combinación de movimiento de cámara (en oposición al montaje) y sus composiciones de puesta en escena «que se asemejan mucho al cine expresionista alemán», Sternberg transmite una «madurez emocional profundamente sentida y una pasión natural nunca antes vista en la pantalla estadounidense».
El crítico de cine William Blick se reserva una mención especial para la escena de la boda de la película:

La escena de la boda es quizás la más memorable de la película, después de que Bill accedió a casarse con Mae como un desafío. En el bar abarrotado, un predicador es arrastrado para emitir los votos. Bill hace sus votos sabiendo que no puede cumplirlos, y Mae acepta sinceramente el suyo, mientras que otros se burlan. El marcado contraste entre el ambiente del bar y la solemnidad de los votos matrimoniales crea una paradoja interesante, que se extiende a lo largo de la película y se centra en la compañía condenada en medio del lienzo de los muelles de Nueva York.

El crítico Andrew Sarris considera la escena de la costura, con su uso de la cámara subjetiva, es el momento psicológico clave de la película:

Sternberg dramatiza silenciosamente la transición emocional con una escena en la que Compson cose el bolsillo de Bancroft después de que lo haya roto el celoso amigo de Bancroft [Clyde Cook]. Este bolsillo, como el pañuelo de Desdemona, se convierte en el correlativo visual del drama, el campo de batalla entre los sentimientos conyugales. y lealtades fraternales. Para enfatizar lo que está en juego en esta lucha, Sternberg incluso cambia de un punto de vista de cámara objetivo a subjetivo al fotografiar desenfocada la aguja que Compson intenta enhebrar a través de sus lágrimas. Cuando Bancroft retira la aguja y la enhebra él mismo , la ironía doméstica de la situación adquiere una nueva dimensión. Psicológicamente, a través de este gesto externo, Bancroft necesita el amor de Compson más que su cuidado, y que, a la inversa, Compson tiene más amor en ella que cuidado [...]

## Reconocimientos
En 1999, Los muelles de Nueva York se incluyó en la selección anual de las 25 películas añadidas al Registro Nacional de Cine de la Biblioteca del Congreso por ser considerada «cultural, histórica o estéticamente significativa» y recomendado para su conservación. Además, la película fue presentada el 9 de noviembre de 2008 en el 23.º Festival Internacional de Cine de Mar del Plata como parte de su programa principal.